# Nederlandse kampioenschappen schaatsen massastart 2015
De Nederlandse kampioenschappen schaatsen massastart werden op 18 januari 2015 gehouden in Kardinge te Groningen, in het bijprogramma van de Nederlandse kampioenschappen schaatsen sprint 2015.
Arjan Stroetinga en Irene Schouten waren de titelhouders en wonnen allebei met overtuiging hun derde officiële Nederlandse titel op rij.

## Mannen
| Pos. | Sprint 1 (na 4 ronden) | Sprint 1 (na 4 ronden) | Sprint 2 (na 8 ronden) | Sprint 2 (na 8 ronden) | Sprint 3 (na 12 ronden) | Sprint 3 (na 12 ronden) | Eindsprint (na 16 ronden) | Eindsprint (na 16 ronden) |
| Pos. | Naam                   | Punten                 | Naam                   | Punten                 | Naam                    | Punten                  | Naam                      | Punten                    |
| ---- | ---------------------- | ---------------------- | ---------------------- | ---------------------- | ----------------------- | ----------------------- | ------------------------- | ------------------------- |
| 1    | Rick Schipper          | 5                      | Johan Hendriks         | 5                      | Willem Hoolwerf         | 5                       | Arjan Stroetinga          | 60                        |
| 2    | Arjen van der Kieft    | 3                      | Jos de Vos             | 3                      | Johan Hendriks          | 3                       | Evert Hoolwerf            | 40                        |
| 3    | Bob de Vries           | 1                      | Gerco van de Beek      | 1                      | Thom van Beek           | 1                       | Ingmar Berga              | 20                        |

| Pos.   | Schaatser           | Ploeg                                            | Ronden | Punten |
| ------ | ------------------- | ------------------------------------------------ | ------ | ------ |
| Goud   | Arjan Stroetinga    | Clafis                                           | 16     | 60     |
| Zilver | Evert Hoolwerf      | Tjolk                                            | 16     | 40     |
| Brons  | Ingmar Berga        | A-ware/Fonterra                                  | 16     | 20     |
| 4      | Johan Hendriks      | SKITS/Haven Amsterdam                            | 16     | 8      |
| 5      | Willem Hoolwerf     | Tjolk                                            | 16     | 5      |
| 6      | Arjen van der Kieft |                                                  | 16     | 3      |
| 7      | Jos de Vos          | Team New Balance                                 | 16     | 3      |
| 8      | Bob de Vries        | A-ware/Fonterra                                  | 16     | 1      |
| 9      | Thom van Beek       | Team Van Werven                                  | 16     | 1      |
| 10     | Gerco van de Beek   | Nationale Selectie Inline                        | 16     | 1      |
| 11     | Simon Schouten      | Team Husqvarna/Primagaz                          | 16     | 0      |
| 12     | Douwe de Vries      | Team LottoNL-Jumbo                               | 16     | 0      |
| 13     | Karlo Timmerman     | Team Stressless                                  | 16     | 0      |
| 14     | Gary Hekman         | Team Van Werven                                  | 16     | 0      |
| 15     | Ruurd Dijkstra      | Nationale Selectie Inline                        | 16     | 0      |
| 16     | Kay Schipper        | Schipper Bemiddeling/Dudink en Starink advocaten | 16     | 0      |
| 17     | Robert Post         | CRV-Interfarms Schaatsploeg                      | 16     | 0      |
| 18     | Frank Vreugdenhil   | Team Husqvarna/Primagaz                          | 16     | 0      |
| 19     | Jorrit Bergsma      | Clafis                                           | 16     | 0      |
| 20     | Pim Schipper        | Team Beslist.nl                                  | 16     | 0      |
| 21     | Swen Faber          | SKITS/Haven Amsterdam                            | 16     | 0      |
| 22     | Lars Scheenstra     | Maple Skate                                      | 16     | 0      |
|        | Rick Schipper       |                                                  | 11     | 0      |

## Vrouwen
| Pos. | Sprint 1 (na 4 ronden) | Sprint 1 (na 4 ronden) | Sprint 2 (na 8 ronden) | Sprint 2 (na 8 ronden) | Sprint 3 (na 12 ronden) | Sprint 3 (na 12 ronden) | Eindsprint (na 16 ronden) | Eindsprint (na 16 ronden) |
| Pos. | Naam                   | Punten                 | Naam                   | Punten                 | Naam                    | Punten                  | Naam                      | Punten                    |
| ---- | ---------------------- | ---------------------- | ---------------------- | ---------------------- | ----------------------- | ----------------------- | ------------------------- | ------------------------- |
| 1    | Birgit Witte           | 5                      | Aggie Walsma           | 5                      | Carien Kleibeuker       | 5                       | Irene Schouten            | 60                        |
| 2    | Carien Kleibeuker      | 3                      | Kelly Schouten         | 3                      | Mariska Huisman         | 3                       | Mariska Huisman           | 40                        |
| 3    | Yvonne Nauta           | 1                      | Sharon Hendriks        | 1                      | Irene Schouten          | 1                       | Manon Kamminga            | 20                        |

| Pos.   | Schaatser                 | Ploeg                                 | Ronden | Punten |
| ------ | ------------------------- | ------------------------------------- | ------ | ------ |
| Goud   | Irene Schouten            | Team New Balance                      | 16     | 61     |
| Zilver | Mariska Huisman           | Haardhout.com                         | 16     | 43     |
| Brons  | Manon Kamminga            | Nationale Selectie Inline             | 16     | 20     |
| 4      | Carien Kleibeuker         | Team SchaatsHart                      | 16     | 8      |
| 5      | Aggie Walsma              | Gardena Schaatsteam                   | 16     | 5      |
| 6      | Birgit Witte              | CENNED                                | 16     | 5      |
| 7      | Kelly Schouten            | Team New Balance                      | 16     | 3      |
| 8      | Sharon Hendriks           | Mobility Service/Okkinga Communicatie | 16     | 1      |
| 9      | Foske Tamar van der Wal   | Mobility Service/Okkinga Communicatie | 16     | 0      |
| 10     | Carla Ketellapper-Zielman | Palet Schilderwerken                  | 16     | 0      |
| 11     | Anneke Peters             | KOGA Schaatsteam                      | 16     | 0      |
| 12     | Lisa van der Geest        | Creative Colors                       | 16     | 0      |
| 13     | Iris van der Stelt        | MKBasics.nl                           | 16     | 0      |
| 14     | Cindy Vergeer             | Haardhout.com                         | 16     | 0      |
| 15     | Antoinette de Jong        | Clafis                                | 16     | 0      |
| 16     | Maria Sterk               | CENNED                                | 16     | 0      |
| 17     | Carlijn Achtereekte       | Clafis                                | 16     | 0      |
| 18     | Imke Vormeer              | Palet Schilderwerken                  | 16     | 0      |
| 19     | Bianca Roosenboom         | Nationale Selectie Inline             | 16     | 0      |
| 20     | Lisanne Buurman           | Steigerplank.com                      | 16     | 0      |
| 21     | Corina Strikwerda         | Team UwGereedschap.nl                 | 16     | 0      |
| 22     | Elma de Vries             | MKBasics.nl                           | 16     | 0      |
| 23     | Ria Westenbroek           | Team UwGereedschap.nl                 | 16     | 0      |
|        | Yvonne Nauta              | Team Continu                          | 14     | 0      |